# مارا برنی
مارا برنی (ایتالیایی: Mara Berni؛ زادهٔ ۱۲ ژوئن ۱۹۳۲) بازیگر اهل ایتالیا است.
از فیلم‌ها یا برنامه‌های تلویزیونی که وی در آن نقش داشته‌است، می‌توان به دختران خطرناک هستند، سامسون، در پاسگاه پلیس رخ داد و ساحل اشاره کرد.